# Pyang
Pyang is een dorpscommissie (Engels: village development committee, afgekort VDC; Nepalees: panchayat) in het oosten van Nepal, gelegen in het district Ilam in de Mechi-zone. Ten tijde van de volkstelling van 2001 had het een inwoneraantal van 2884 personen, verspreid over 525 huishoudens; in 2011 waren er 2755 inwoners, verspreid over 604 huishoudens.